# Charpentiera ovata
Charpentiera ovata är en amarantväxtart som beskrevs av Charles Gaudichaud-Beaupré. Charpentiera ovata ingår i släktet Charpentiera och familjen amarantväxter. Inga underarter finns listade i Catalogue of Life.

## Bildgalleri

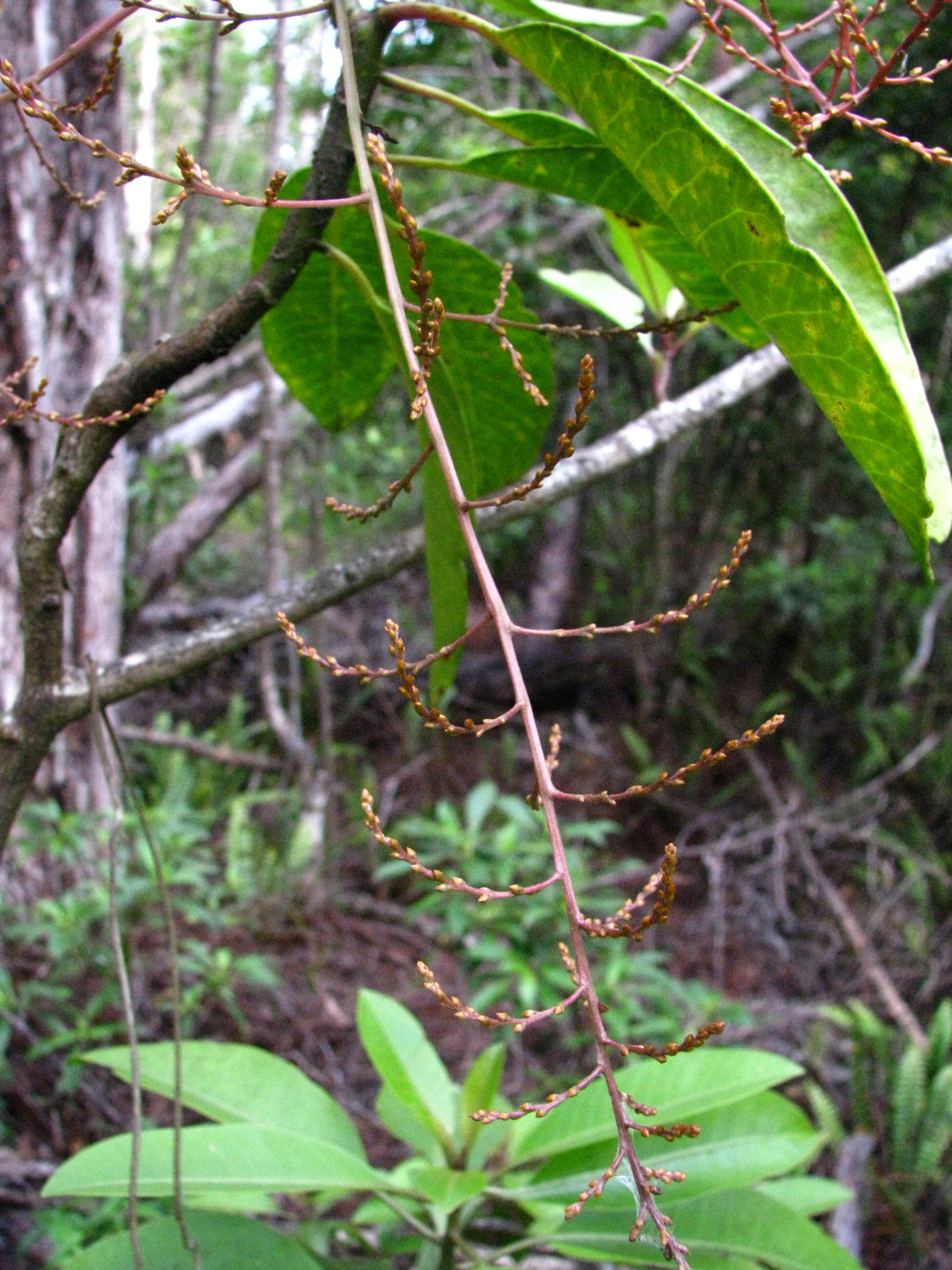
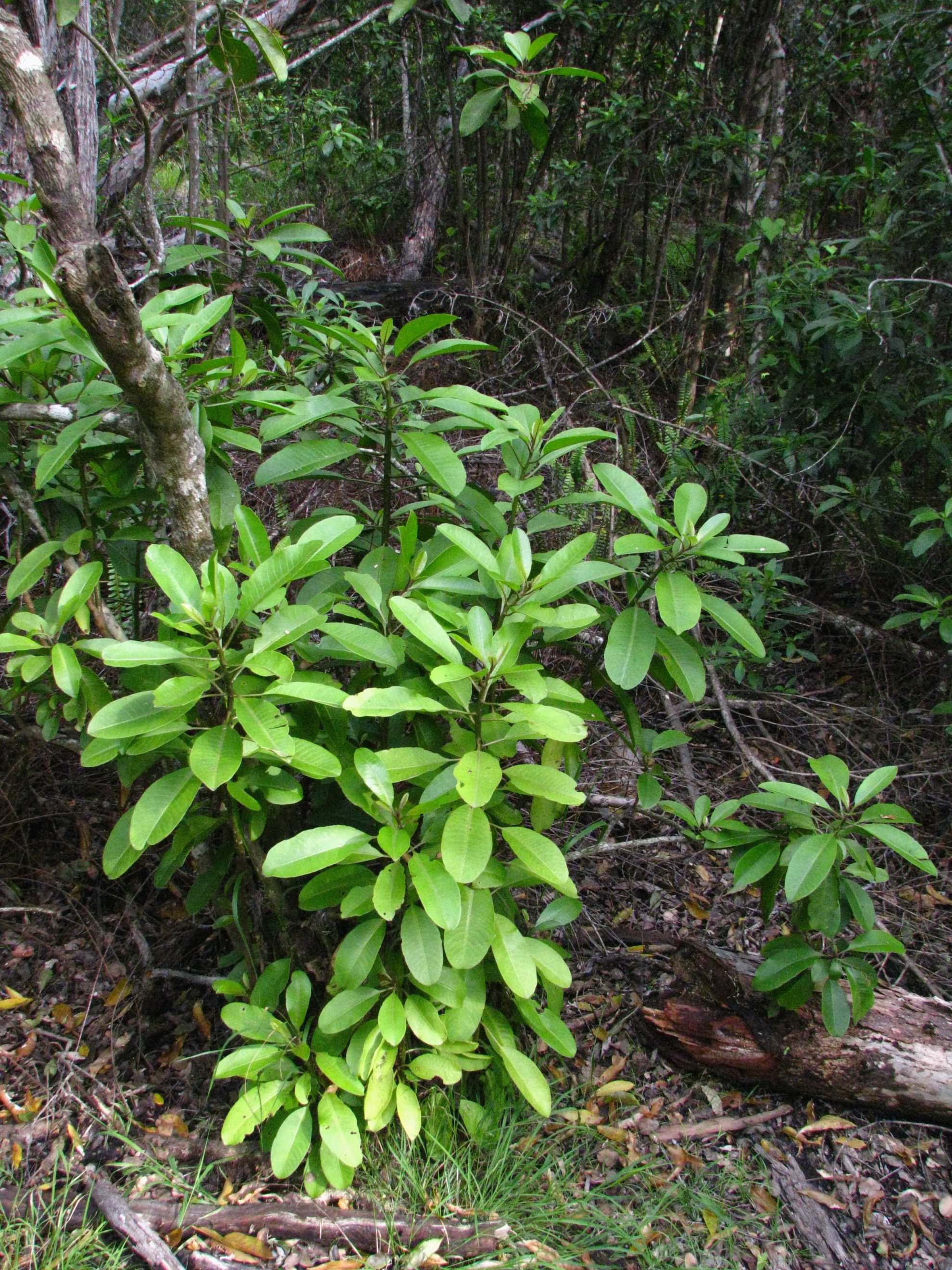